# Geovani Martins
Geovani Martins (Rio de Janeiro, 18 de julho de 1991)  é um escritor brasileiro.
Nasceu em Bangu, na Zona Oeste da cidade. Estudou apenas até a oitava série, trabalhando em seguida como homem-placa e atendente de lanchonete, entre outros. Morou nas favelas da Rocinha e Barreira do Vasco, antes de ir para o Vidigal. Participou das oficinas da Festa Literária das Periferias (Flup) em 2013 e 2015. Em 2015 apresentou na FLIP a revista Setor X, que publicava textos seus e de outros escritores de favelas do Rio. Foi convidado a voltar a Paraty em 2017, quando assinou contrato com a Companhia das Letras para lançar seu primeiro livro, O Sol na Cabeça. Antes mesmo da publicação, a coletânea de contos foi vendida para editoras de nove países, entre elas Farrar, Straus & Giroux (EUA), Faber & Faber (Reino Unido), Suhrkamp (Alemanha) e Mondadori (Itália). Os direitos de adaptação para o cinema também foram negociados, com o cineasta Karim Aïnouz à frente do projeto.

## Obras
- 2018 - O Sol na Cabeça (contos) - Companhia das Letras
- 2022 - Via Ápia (romance) - Companhia das Letras